# Neupré
Neupré (in vallone Li Noûpré) è un comune belga di 9.748 abitanti, situato nella provincia vallona di Liegi.
Nel territorio di Neupré si trova il Cimitero militare americano di Neuville-en-Condroz che ospita i resti di 5.328 soldati americani caduti durante l'Offensiva delle Ardenne, nella Seconda guerra mondiale.